# Szűz Mária és Nepomuki Szent János-emlékmű (Temesvár)
A temesvári Szűz Mária és Nepomuki Szent János-emlékmű műemlékké nyilvánított szobor Romániában, Temes megyében. A romániai műemlékek jegyzékében a TM-III-m-A-06309 sorszámon szerepel.